# Dietrich III. von Volmerstein
Dietrich III. (Thiderich) von Volmerstein († 1350) (auch Volmarstein) war ein mittelalterlicher Adliger aus dem Hause Volmestein.
Seine Eltern waren Dietrich II. von Volmerstein und Gostie von Rinkerode.
Wegen der Belagerung der Burg Volmarstein vom 22. Mai bis 28. Juli 1324 durch Graf Engelbert II. von der Mark wurde er von seiner Mutter auf die rinkerodischen Güter in Sicherheit gebracht.

## Ehen und Nachkommen
- ⚭ 1328 Agnes von Döring († 1380) (Tochter des Johann von Döring und der Agnes von Wysch)
  - Dietrich IV.
  - Agnes (Neyse; † nach 1383)
  - Elisabeth
  - Gerwin
  - Gostie
  - Johannes (Domkanonikus zu Münster)